# Уилсон, Марк Дэвид
Марк Дэ́вид Уи́лсон (англ. Marc David Wilson; родился 17 августа 1987) — ирландский футболист, защитник исландского клуба «Вестманнаэйяр». Выступал за сборную Ирландии.

## Клубная карьера
Начал карьеру в юношеской академии «Лисберна», также играл в гэльский футбол за «Сент-Полс Лурган». С 2001 по 2004 годы выступал за футбольную академию «Манчестер Юнайтед».

### «Портсмут»
В 2004 году перешёл в «Портсмут».

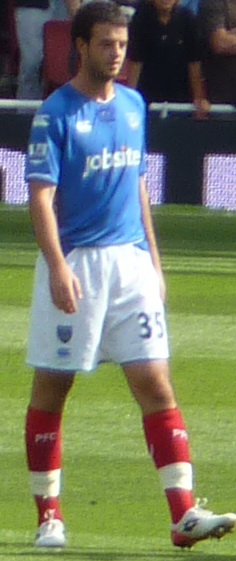
Уилсон в составе «Портсмута»

Первые годы после перехода в «Портсмут» Уилсон провёл в резервном составе клуба, а также в арендах. В марте 2006 года перешёл в аренду в «Йовил Таун». В 2007 году дважды отправлялся в аренду в «Борнмут», сыграв в общей сложности 26 матчей в лиге и забив 3 мяча. В ноябре 2007 года отправился в краткосрочную аренду в «Лутон Таун».
7 июля 2008 года Уилсон подписал новый контракт с «Портсмутом» на три с половиной года. 24 сентября 2008 года дебютировал в основном составе клуба в матче Кубка Футбольной лиги против «Челси». В «день подарков» 2008 года Уилсон впервые вышел в стартовом составе в Премьер-лиге в игре против «Вест Хэм Юнайтед». 5 августа 2009 года в прессе появились сообщения о стычке между Уилсоном и его одноклубником Дэвидом Ньюджентом во время предсезонного турне клуба в Португалии. Оба игрока были оштрафованы клубом и отосланы из тренировочного лагеря в Англию.
В сезоне 2009/10 Уилсон стал игроком основного состава «Портсмута». В этом сезоне «помпи» выбыли из Премьер-лиги, однако добрались до финала Кубка Англии, в котором проиграли «Челси» (Уилсон пропустил финал из-за травмы). Большую часть сезона Марк провёл на позиции центрального защитника, но ближе к концу сезона начал играть на позиции центрального полузащитника. В феврале 2010 года Уилсон подписал новый контракт с клубом до 2013 года. После выбывания «Портсмута» в Чемпионшип Уилсон получил от клуба футболку с номером «6» (ранее он выступал под номером «35») и капитанскую повязку. В возрасте 22 лет он стал одним из самых юных капитанов в истории «Портсмута». Однако 25 августа 2010 года главный тренер «помпи» Стив Коттерилл объявил, что Уилсон может покинуть команду, так как им интересуются клубы Премьер-лиги.

### «Сток Сити»

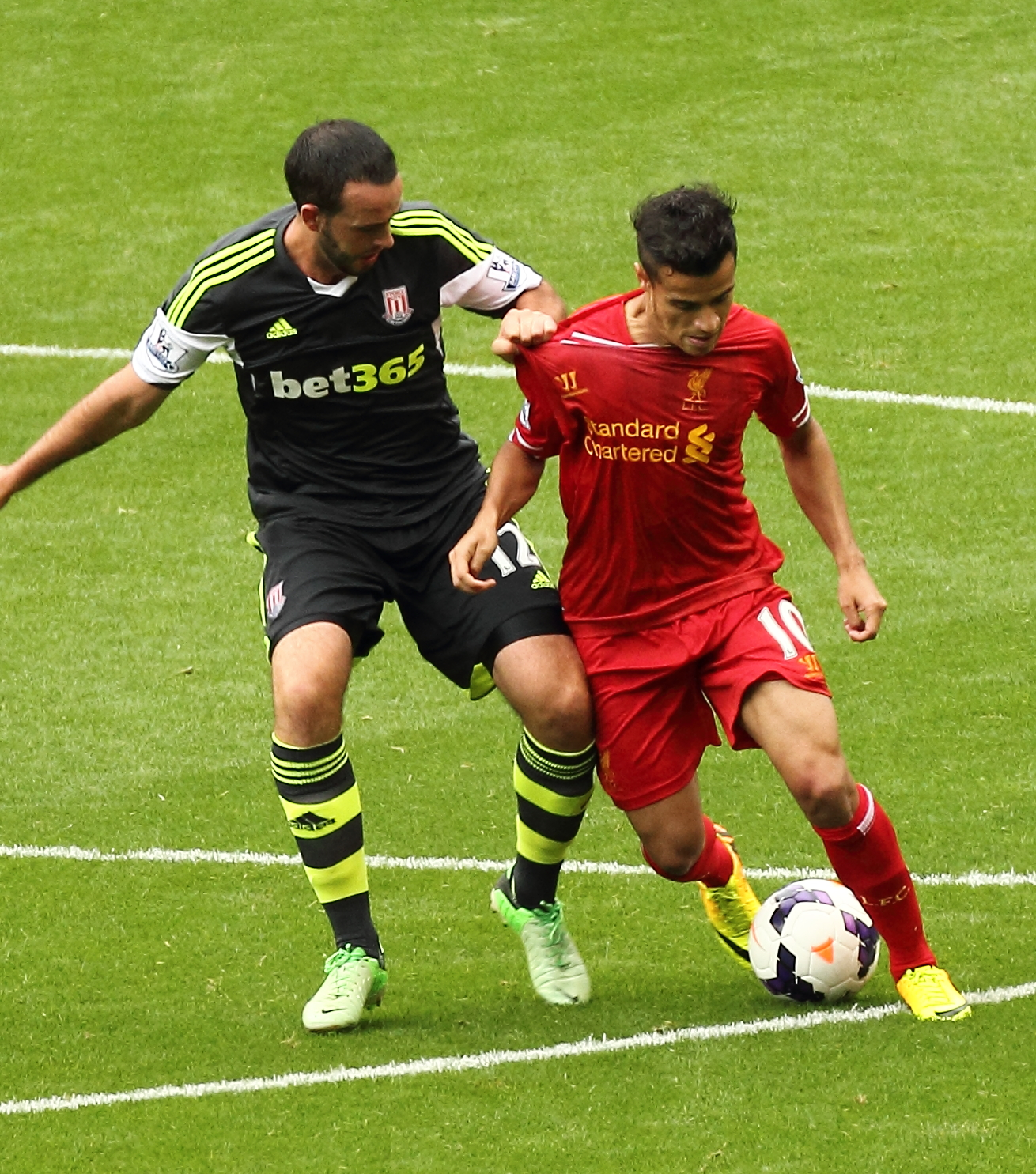
Уилсон (слева) и Филиппе Коутиньо в августе 2013 года

31 августа 2010 года Уилсон перешёл в «Сток Сити». Дебютировал за «гончаров» 13 сентября 2010 года в матче против бирмингемского клуба «Астон Вилла». 26 декабря 2010 года забил свой первый гол за «Сток» в матче против «Блэкберн Роверс».
В «Сток Сити» Уилсон стал универсальным игроком, выступая на трёх позициях: центральноо полузащитника, правого защитника и левого защитника. В 2011 году помог «гончарам» дойти до финала Кубка Англии, сыграв во всех матчах команды в этом турнире. В самом финале «Сток проиграл «Манчестер Сити». В сезоне 2011/12 Уилсон выступал на позиции левого защитника, а Тони Пьюлис назвал его «невоспетым героем “Стока”».
27 октября 2012 года Марк получил перелом малоберцовой кости в игре против «Сандерленда». В этом же месяце он подписал с клубом новый трёхлетний контракт. 23 февраля 2013 года вернулся на поле в матче против «Фулхэма». «Сток» завершил сезон на 13-м месте, а Тони Пьюлиса на посту главного тренера «гончаров» сменил Марк Хьюз.
Сезон 2013/14 Уилсон начал на позиции центрального полузащитника, однако не смог закрепиться в основном составе, и к декабрю начал выходить на поле на позиции центрального защитника в паре с Райаном Шоукроссом. «Сток» завершил сезон на 9-м месте, что стало лучшим результатом команды в лиге с 1975 года. В следующем сезоне Марк провёл за «гончаров» 30 матчей, а «Сток» сновь финишировал на 9-м месте. Он стал единственным игроком в составе «Сток Сити», получившим удаление в Премьер-лиге того сезона: красную карточку ему показал Крейг Поусон в игре против «Суонси Сити» 2 мая 2015 года.
30 января 2016 года в матче Кубка Англии против «Кристал Пэлас» Уилсон получил травму колена, из-за которой пропустил остаток сезона 2015/16, а также чемпионат Европы.
Перед началом сезона 2016/17 Уилсон раскритиковал главного тренера клуба Марка Хьюза в соцсетях, после чего Хьюз заявил, что ирландский футболист в скором времени покинет клуб.

### «Борнмут»
15 августа 2016 года Уилсон перешёл в «Борнмут», подписав с клубом двухлетний контракт. 24 августа 2016 года забил гол в матче Кубка Футбольной лиги против «Моркама».

#### «Вест Бромвич Альбион»
31 января 2017 года отправился в аренду в клуб «Вест Бромвич Альбион» до окончания сезона.

### «Сандерленд»
31 августа 2017 года перешел в Сандерленд на правах свободного агента

## Карьера в сборной
Марк Уилсон стал предметом спора между Ирландской футбольной ассоциацией (представляющей Северную Ирландию) и Футбольной ассоциацией Ирландии (представляющей Республику Ирландия).  В 2002 году Марк сыграл за сборную Северной Ирландии до 15 лет, но потом начал играть за юношеские сборные Республики Ирландия. В 2006 году Уилсон заявил: «Думаю, у каждого человека есть личные причины, по которым он хочет выступать за сборную Республики или за сборную Севера. Я вырос болельщиком Республики, поэтому для меня это было лёгкое решение».
8 февраля 2011 года Уилсон дебютировал за первую сборную Ирландии в матче Кубка наций против Уэльса. В январе 2012 года новый главный тренер сборной Северной Ирландии Майкл О’Нил предложил Уилсону выступать за Северную Ирландию, но Марк ответил отказом. 16 октября 2012 года Уилсон забил свой первый гол за сборную Ирландии в матче отборочного турнира к чемпионату мира против сборной Фарерских островов дальним ударом с 25 ярдов.
После прихода в сборную Мартина О’Нила Уилсон начал выступать на позиции центрального защинитника. В игре против Латвии 15 ноября 2013 года Уилсон составил связку в центре обороны с Джоном О’Ши. Ирландцы выиграли этот матч со счётом 3:0.
23 мая 2016 года Мартин О’Нил включил Уилсона в расширенный состав сборной Ирландии на чемпионат Европы, однако впоследствии Уилсон получил травму и не смог принять участие в финальной части турнира.

## Статистика выступлений
| Клуб                          | Сезон            | Лига             | Лига | Лига | Кубок Англии | Кубок Англии | Кубок лиги | Кубок лиги | Еврокубки | Еврокубки | Прочие[A] | Прочие[A] | Итого | Итого |
| Клуб                          | Сезон            | Дивизион         | Игры | Голы | Игры         | Голы         | Игры       | Голы       | Игры      | Голы      | Игры      | Голы      | Игры  | Голы  |
| ----------------------------- | ---------------- | ---------------- | ---- | ---- | ------------ | ------------ | ---------- | ---------- | --------- | --------- | --------- | --------- | ----- | ----- |
| Портсмут                      | 2008/09          | Премьер-лига     | 3    | 0    | 2            | 0            | 1          | 0          | 1         | 0         | —         | —         | 7     | 0     |
| Портсмут                      | 2009/10          | Премьер-лига     | 28   | 0    | 6            | 0            | 2          | 0          | —         | —         | —         | —         | 36    | 0     |
| Портсмут                      | 2010/11          | Чемпионшип       | 4    | 0    | 0            | 0            | 2          | 0          | —         | —         | —         | —         | 6     | 0     |
| Портсмут                      | Итого            | Итого            | 35   | 0    | 8            | 0            | 5          | 0          | 1         | 0         | 0         | 0         | 49    | 0     |
| Йовил Таун (аренда)           | 2005/06          | Лига один        | 2    | 0    | 0            | 0            | 0          | 0          | —         | —         | —         | —         | 2     | 0     |
| Борнмут (аренда)              | 2006/07          | Лига один        | 19   | 3    | 0            | 0            | 0          | 0          | —         | —         | —         | —         | 19    | 3     |
| Борнмут (аренда)              | 2007/08          | Лига один        | 7    | 0    | 0            | 0            | 0          | 0          | —         | —         | 1         | 0         | 8     | 0     |
| Борнмут (аренда)              | Итого            | Итого            | 26   | 3    | 0            | 0            | 0          | 0          | 0         | 0         | 1         | 0         | 27    | 3     |
| Лутон Таун (аренда)           | 2007/08          | Лига один        | 4    | 0    | 0            | 0            | 0          | 0          | —         | —         | —         | —         | 4     | 0     |
| Сток Сити                     | 2010/11          | Премьер-лига     | 28   | 1    | 7            | 0            | 0          | 0          | —         | —         | —         | —         | 35    | 1     |
| Сток Сити                     | 2011/12          | Премьер-лига     | 35   | 0    | 2            | 0            | 2          | 0          | 6         | 0         | —         | —         | 45    | 0     |
| Сток Сити                     | 2012/13          | Премьер-лига     | 19   | 0    | 0            | 0            | 1          | 0          | —         | —         | —         | —         | 20    | 0     |
| Сток Сити                     | 2013/14          | Премьер-лига     | 33   | 0    | 2            | 0            | 3          | 0          | —         | —         | —         | —         | 38    | 0     |
| Сток Сити                     | 2014/15          | Премьер-лига     | 27   | 0    | 2            | 0            | 1          | 0          | —         | —         | —         | —         | 30    | 0     |
| Сток Сити                     | 2015/16          | Премьер-лига     | 4    | 0    | 2            | 0            | 4          | 0          | —         | —         | —         | —         | 10    | 0     |
| Сток Сити                     | Итого            | Итого            | 146  | 1    | 15           | 0            | 11         | 0          | 6         | 0         | 0         | 0         | 178   | 1     |
| Борнмут                       | 2016/17          | Премьер-лига     | 0    | 0    | 1            | 0            | 2          | 1          | —         | —         | —         | —         | 3     | 1     |
| Вест Бромвич Альбион (аренда) | 2016/17          | Премьер-лига     | 0    | 0    | 0            | 0            | 0          | 0          | —         | —         | —         | —         | 0     | 0     |
| Всего за карьеру              | Всего за карьеру | Всего за карьеру | 213  | 4    | 23           | 0            | 18         | 1          | 7         | 0         | 1         | 0         | 262   | 5     |

A. ↑  В «прочие» входят матчи и голы в плей-офф Футбольной лиги и Трофее Футбольной лиги.

### Выступления за сборную Ирландии
| Команда  | Год   | Игры | Голы |
| -------- | ----- | ---- | ---- |
| Ирландия |       |      |      |
| 2011     | 1     | 0    |      |
| 2012     | 2     | 1    |      |
| 2013     | 11    | 0    |      |
| 2014     | 6     | 0    |      |
| 2015     | 4     | 0    |      |
| 2016     | 1     | 0    |      |
| Итого    | Итого | 25   | 1    |

## Достижения
Портсмут
- Финалист Кубка Англии: 2010

 Сток Сити
- Финалист Кубка Англии: 2011

 Сборная Ирландии
- Победитель Кубка наций: 2011